# اللصفة (السوادية)

تعديل مصدري - تعديل

اللصفة هي إحدى قرى عزلة الطاهرية بمديرية السوادية التابعة لمحافظة البيضاء، بلغ تعداد سكانها 252 نسمة حسب تعداد اليمن لعام 2004.